# Олот
Олот (шп. Olot) град је у Шпанији у аутономној заједници Каталонија у покрајини Ђирона. Према процени из 2017. у граду је живело 34 000 становника.

## Становништво
Према процени, у граду је 2017. живело 34 000 становника.
| 2017.  |
| ------ |
| 34.000 |

## Партнерски градови
- Notre-Dame-de-Bondeville
- Thuir